# The Music Factory
The Music Factory (skr. TMF) – muzyczny kanał telewizyjny nadający w Holandii (jako TMF Holandia), Belgii (jako TMF Vlaanderen) oraz wcześniej w Wielkiej Brytanii łącznie z Irlandią (jako TMF UK, w 2009 kanał zastąpiono lokalną wersją telewizji VIVA). Stacja uruchomiona została w 1995 roku, a zakończyła nadawanie po tą nazwą w 2015 roku.
Właścicielem stacji od 2002 roku jest MTV Networks Europe, które jest jednocześnie częścią ViacomCBS. 
Na kanale TMF emitowana była przede wszystkim muzyka pop. Nadawała też niektóre programy produkcji MTV, m.in. W domu u... (MTV Cribs) i Newlyweds.

## Nadawane programy
Oryginalnie w MTV
- W domu u...
- Raperski dom Runa
- Newlyweds: Nick and Jessica
- Living on the Edge (w MTV UK)
- Made
- Odpicuj mi brykę
  - Odpicuj mi brykę w stylu brytyjskim
- Laguna Beach MTV

Oryginalnie w VH1
- Uparty Jak Hogan

Oryginalnie w ABC
- Making the Band (serie: 1, 2, 3)